# Jacques Hittorff

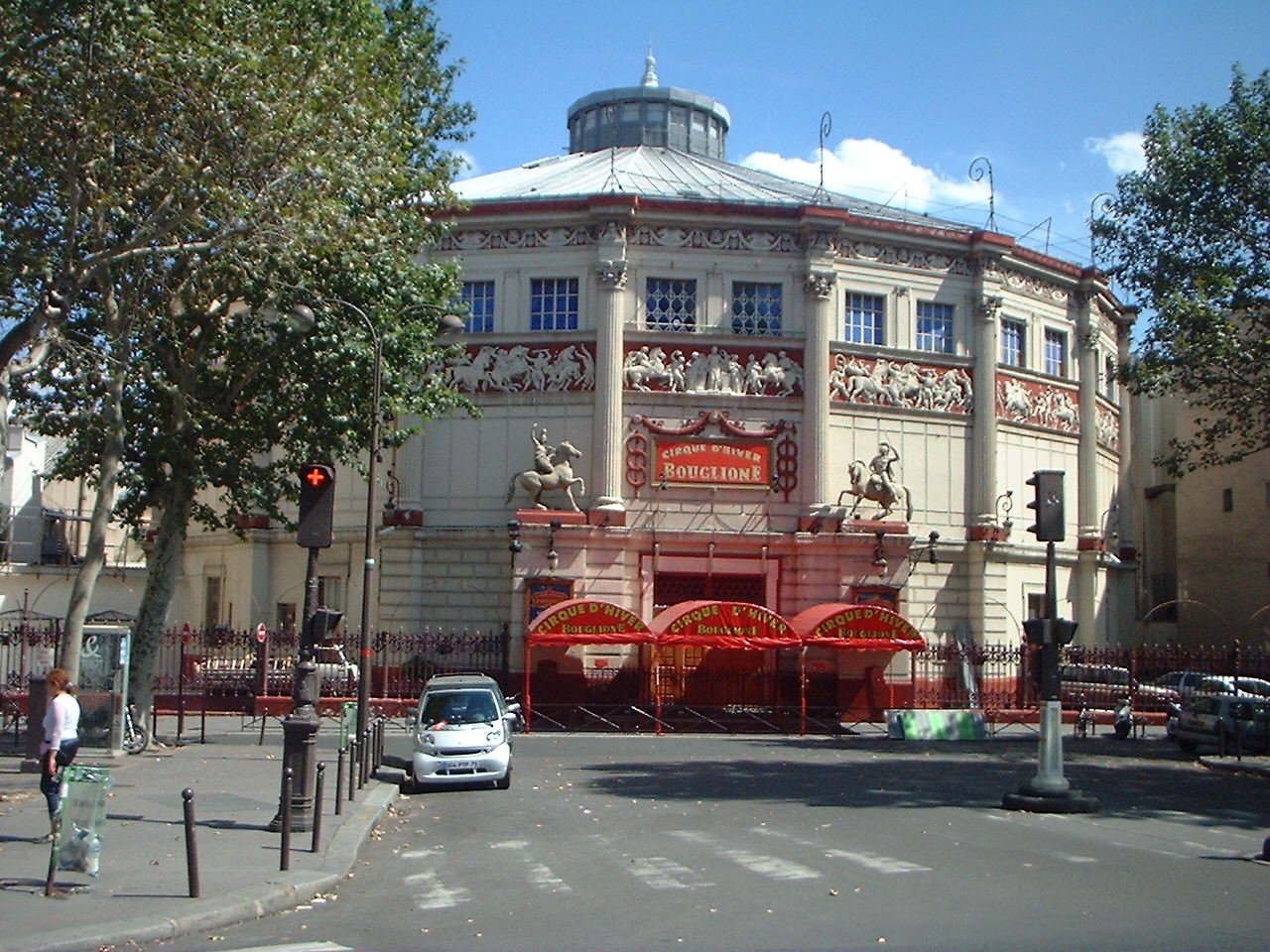
Cirque d'hiver de París

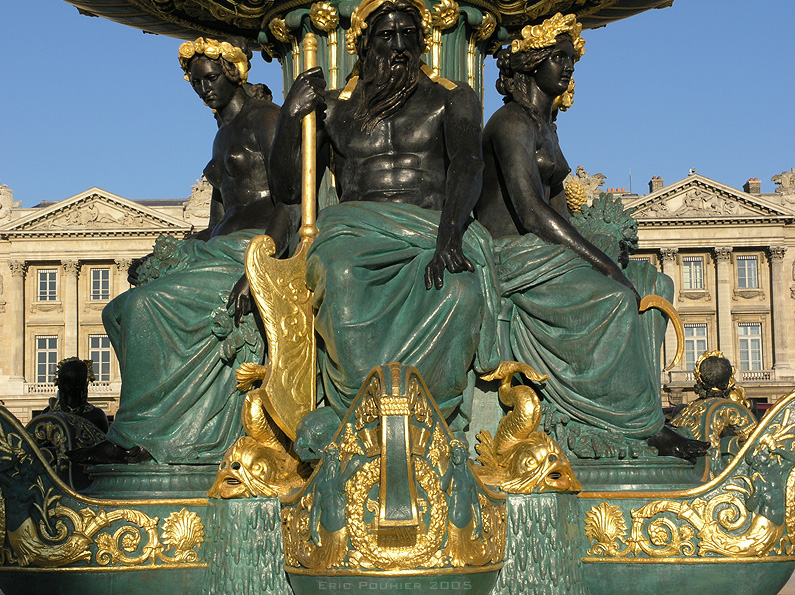
Fuente en la plaza de la Concordia.

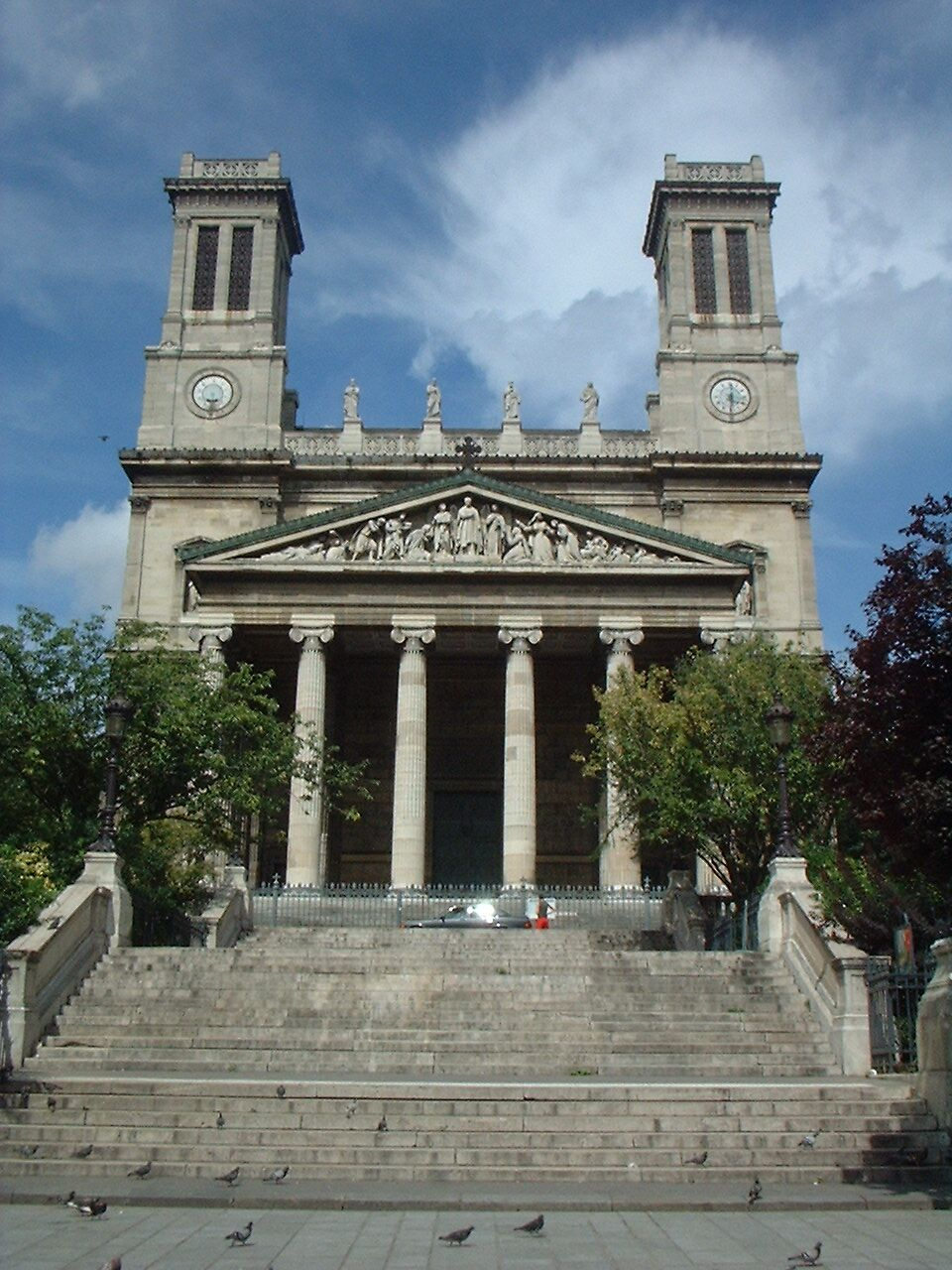
Iglesia de San Vicente de Paul en París.

Jacques Ignace Hittorff (nacido Jakob Ignaz Hittorff) (20 de agosto de 1792 en Colonia, Alemania - 25 de marzo de 1867 en París, Francia) fue un arquitecto francés. 

## Biografía
Hittorff nació en Colonia en 1792 como ciudadano alemán. La ocupación de Colonia por los ejércitos franceses revolucionarios a partir de 1794 y la creación del departamento de Roer en 1801 hacen de él un ciudadano francés. Tras el Congreso de Viena (1815), que lleva Francia a sus fronteras de 1791, Hittorff vuelve a ser alemán. Se casa con la hija del arquitecto Jean-Baptiste Lepe. En 1842 consigue la nacionalidad francesa por un decreto del rey Luis Felipe, condición necesaria de su candidatura para el Instituto de Francia. 
Hittorff va a París en 1810 para estudiar en la Escuela Bellas Artes en el taller de Charles Percier. Hace entonces un viaje a Sicilia, donde, confrontado a la arquitectura de Antigua Grecia, pone de manifiesto la existencia de la policromía que decoraba cada monumento y que  hasta entonces había sido negada por una parte de los arqueólogos. De regreso a París, se le confían diversos encargos oficiales. Se convierte en arquitecto de la ciudad de París, que en esos momentos se hallaba en plena renovación, dirigida por el Barón Haussmann.

## Realizaciones
- 1827 - 1828: teatro del Ambigu-Comique, hoy destruido.
- 1839: arreglo de la plaza de la Concordia incluyendo el diseño de las fuentes actuales, siguiendo una idea del rey Luis Felipe. Hace erigir sobre la plaza el obelisco de Luxor.
- 1831 - 1844: Iglesia de San Vicente de Paul.
- 1838: arreglo de la avenida de los Campos Elíseos.
- El circo de la emperatriz o «circo de verano», o también «circo de los Campos Elíseos», que fue destruido en 1855 durante la Exposición Universal para la realización del Panorama National por Gabriel Davioud.
- 1852: Circo de invierno de París.
- 1856: Orfanato Eugène-Napoléon.
- 1861 - 1865: la Gare de Paris-Nord.

## Publicaciones
- Restitution du temple de Empedocle à Sélinonte ou L'architecture polychrome chez les Grecs(1851). Texto en línea:
- Architecture antique de la Sicile(3 volúmenes, 1826-1830; 1866-1867).
- Architecture moderne de la Sicile(1826-1835). Texto en línea: